# 바트 존슨
바트 존슨(Bart Johnson, 1970년 12월 13일 ~ )은 미국의 배우이다.

## 출연 작품
- 적과의 동침 (2020)
- 스몰 타운 크라임 (2017)
- 고티머, 레인저 앤드 멜 vs. 디 엔들리스 나이트 (2015)
- 세인트 앤 솔저: 최강전차부대 (2014)
- 더 사라토브 어프로치 (2013)
- 캠퍼스 킬러 (2012)
- 스턱 (2012)
- 몬스터 맥스 (2011)
- 크로스: 신의후예 (2011, Cross)
- 뷰티풀 웨이브 (2011)
- 5 나이츠 인 할리우드 (2009)
- 더 셀 2 (2009)
- 애니멀즈 (2008)
- 머더.컴 (2008)
- 하이 스쿨 뮤지컬: 졸업반 (2008)
- 테이킹 5 (2007)
- 하이 스쿨 뮤지컬 2 (2007)
- 대디 데이 캠프 (2007)
- 하이 스쿨 뮤지컬 (2006)
- 사이몬 세이즈 (2006)